# ミリアム・ゲスナー
ミリアム・ゲスナー（Miriam Gössner、1990年6月21日 - ）は、ドイツ、バイエルン州ガルミッシュ＝パルテンキルヒェン出身のバイアスロン選手、クロスカントリースキー選手。

## プロフィール
ゲスナーはドイツ人の父親とノルウェー人の母親の間に生まれた。当初はアルペンスキーに親しんでいたが、練習中に頬骨を骨折し、歯が折れる怪我を負い、14歳のときにバイアスロンに転向した。
2008年のジュニア世界選手権ではリレーで金メダル獲得に貢献して頭角を現し、翌2009年のジュニア世界選手権ではパシュート金、スプリント銀、リレー銅、個人4位と活躍した。
ゲスナーはクロスカントリースキーの走力が優れており、ドイツクロスカントリースキーナショナルチームのヨッヒェン・ベーレヘッドコーチは彼女を代表チームに招聘、2009年ノルディックスキー世界選手権ではリレーチームの一員として銀メダルを獲得した。
翌年の2010年バンクーバーオリンピックでもクロスカントリースキードイツ代表としてリレーで銀メダルを獲得した。
2010-11シーズンからバイアスロンに専念し、2011年バイアスロン世界選手権のリレーで金メダルを獲得、2012年バイアスロン世界選手権でも2大会連続してリレーで金メダルを獲得した。